# Heinrich von Idler
Heinrich Idler, ab 1871 von Idler, (* 11. Februar 1802 in Strümpfelbach, Oberamt Waiblingen; † 6. April 1878 in Cannstatt) war ein württembergischer Oberamtmann und Landtagsabgeordneter.

Heinrich von Idler

## Leben und Werk
Heinrich Idler besuchte die Lateinschule in Kirchheim. Nach seiner Lehrzeit in Großbottwar war er von 1823 bis 1828 Oberamtsaktuar. Von 1828 bis 1848 war er Stadtschultheiß von Cannstatt, 1848 bis 1850 schließlich Mitglied der Organisations- und Ablösungskassenkommission und der Papiergeldanfertigungskommission. 1850 bis 1852 war er erst provisorischer, dann planmäßiger Oberamtmann in Münsingen. Den Abschluss seiner beruflichen Laufbahn bildete das Oberamt Kirchheim, dort war er von 1852 bis 1877 Oberamtmann, seit 1869 mit dem Titel und Rang Regierungsrat.

## Politik
Von 1839 bis 1848 war Heinrich Idler Abgeordneter für Cannstatt im württembergischen Landtag. Von 1852 bis 1855 übte er dieses Mandat für den Wahlkreis Urach und von 1856 bis 1868 für den Bezirk Münsingen aus.

## Ehrungen
1836 erhielt Idler die silberne, 1846 die goldene Zivilverdienstmedaille. 1858 wurde er mit dem Ritterkreuz 1. Klasse des Friedrichs-Ordens geehrt. 1871 erhielt er das Ritterkreuz 1. Klasse des Ordens der württembergischen Krone, welches mit dem persönlichen Adelstitel (Nobilitierung) verbunden war. Außerdem erhielt er die Kaiserlich deutsche Kriegsgedenkmünze von 1870/71 und das Ritterkreuz des Hannoverschen Guelphen-Ordens.